# Harvard-Schule
Die Harvard-Schule oder School of Thought der Harvard Business School ist ein Ansatz im Rahmen der industrieökonomischen Forschung.
Im Rahmen des Harvard-School-Ansatzes, unter anderem vertreten durch Joe Bain,  John Maurice Clark und William J. Baumol,  werden Branchen deskriptiv-analystisch bzw. handlungstheoretisch  untersucht, wobei der potenzielle Wettbewerb als die wesentliche Determinante einer guten Performance (Marktergebnis) angenommen wird. Im Unterschied zur Chicago School kann es für Vertreter der Harvard School durchaus akzeptabel sein, wenn das Marktergebnis durch potenziellen Wettbewerb erreicht wird. Überdurchschnittliche Gewinne einzelner Unternehmen beruhen demnach einerseits auf durch Marktkonzentration zurückzuführende hohe Marktanteile und andererseits auf der Absicherung der Marktstruktur durch Marktbarrieren. Neuere Untersuchungen haben den Zusammenhang zwischen Marktanteil und Konzentration jedoch widerlegt.